# Comuna Ciorani, Prahova
Ciorani este o comună în județul Prahova, Muntenia, România, formată din satele Cioranii de Jos (reședința) și Cioranii de Sus.

## Așezare
Comuna se află în extremitatea sudică a județului, pe malurile râului Cricovul Sărat, în zona cursului său inferior, aproape de vărsarea în râul Prahova. Localitățile se află pe malul stâng al râului, dar comuna are teritorii și pe malul drept, fiind udată în partea sa sud-vestică și de râul Prahova. Comuna este străbătută de șoseaua națională DN1D care leagă Ploieștiul de Urziceni. La Cioranii de Jos, din acest drum național se ramifică șoseaua județeană DJ201A, care duce tot la Urziceni (în DN2), deservind însă și comunele ialomițene Adâncata și Moldoveni. Tot la Cioranii de Jos, din DJ201A se ramifică șoseaua județeană DJ148, care duce spre sud-vest în județul Ialomița la Rădulești.

## Demografie
Componența etnică a comunei Ciorani
     Români (88,24%)
     Alte etnii (11,76%)
Componența confesională a comunei Ciorani
     Ortodocși (86,06%)
     Penticostali (1,53%)
     Alte religii (0,34%)
     Necunoscută (12,07%)
Conform recensământului efectuat în 2021, populația comunei Ciorani se ridică la 5.934 de locuitori, în scădere față de recensământul anterior din 2011, când fuseseră înregistrați 6.720 de locuitori. Majoritatea locuitorilor sunt români (88,24%). Din punct de vedere confesional, majoritatea locuitorilor sunt ortodocși (86,06%), cu o minoritate de penticostali (1,53%), iar pentru 12,07% nu se cunoaște apartenența confesională.

## Politică și administrație
Comuna Ciorani este administrată de un primar și un consiliu local compus din 15 consilieri. Primarul, Voicu Marin[*], de la Partidul Social Democrat, este în funcție din 2008. Începând cu alegerile locale din 2024, consiliul local are următoarea componență pe partide politice:
|  | Partid                          | Consilieri | Componența Consiliului | Componența Consiliului | Componența Consiliului | Componența Consiliului | Componența Consiliului | Componența Consiliului | Componența Consiliului |
|  | ------------------------------- | ---------- | ---------------------- | ---------------------- | ---------------------- | ---------------------- | ---------------------- | ---------------------- | ---------------------- |
|  | Partidul Social Democrat        | 7          |                        |                        |                        |                        |                        |                        |                        |
|  | Alianța Pmp - Forța Dreptei     | 4          |                        |                        |                        |                        |                        |                        |                        |
|  | Alianța pentru Unirea Românilor | 2          |                        |                        |                        |                        |                        |                        |                        |
|  | Uniunea Salvați România         | 1          |                        |                        |                        |                        |                        |                        |                        |
|  | Partidul România în Acțiune     | 1          |                        |                        |                        |                        |                        |                        |                        |

## Istorie
La sfârșitul secolului al XIX-lea, teritoriul actual al comunei era ocupat de două comune diferite, Ciorani de Jos și Ciorani de Sus, aflate ambele în plasa Câmpul a județului Prahova. Ciorani de Jos avea 2061 de locuitori, o biserică construită la 1776 și reparată la 1873, și o școală din 1864, în care învățau în 1892 141 de copii. Comuna Ciorani de Sus avea 883 de locuitori, o școală datând din 1872 cu 31 de elevi (dintre care 3 fete) în 1892, și o biserică fondată la 1873.
Cele două comune s-au unit înainte de 1924, formând comuna Ciorani, aceasta fiind arondată plășii Drăgănești din același județ. În 1950, ea a fost arondată raionului Urlați din regiunea Prahova și apoi raionului Mizil din regiunea Ploiești. În 1968, comuna a revenit reînființatului județ Prahova.

## Monumente istorice
Singurul obiectiv din comuna Ciorani inclus în lista monumentelor istorice din județul Prahova ca monument de interes local este situl arheologic de la „Movila Dărâmata”, aflat în curtea societății agricole „20 Mai” din Cioranii de Sus, sit ce cuprinde urme de așezări din neolitic (cultura Boian); eneolitic (cultura Gumelnița); Epoca Bronzului; secolele al III-lea–al IV-lea e.n.; secolele al V-lea–al VII-lea; și secolele al VIII-lea–al X-lea.